# Mats Helge Olsson
Mats Helge Olsson, född 10 maj 1953 i Lidköping, är en svensk regissör, manusförfattare och filmproducent.

## Filmkarriär
Olsson producerade och regisserade flera så kallade "lingonwesterns", en parafras på begreppet spaghettiwestern. Bland dessa märktes I död mans spår (1975), inspelad på High Chaparral med flera kända svenska skådespelare, till exempel Carl-Gustaf Lindstedt, Tor Isedal, Isabella Kaliff, Sune Mangs, Sten Ardenstam och Carl-Axel Elfving.
Tillsammans med Per Oscarsson gjorde Olsson tre filmer. Den sista av dem, Sverige åt svenskarna (1980), gjorde att Olsson och Oscarsson med flera drog på sig en skuld på 16 miljoner kronor och filmprojektet gick i konkurs efter några månader. En lång rad kända artister och skådespelare samt cirka 1200 statister blev utan gage. För att klara vissa betalningar intecknade Oscarsson sin gård i Trestena utanför Skara. Det hela slutade 1981 i Lidköpings tingsrätt, där Olsson i februari försattes i konkurs med ungefär 400 000 kronor i skuld till statsverket för skatter och allmänna avgifter samt fängelsestraff.
Under 1980-talet startade Olsson en filmfabrik där han producerade flera engelskspråkiga actionfilmer. Dessa filmer var inspelade i Västergötland och ofta i västgötsk landsbygd. Filmerna var lågbudgetfilmer och skulle utspela sig i USA eller Sovjetunionen. Samtliga skådespelare talade också alltid engelska.. Bland hans 1980-talsfilmer märks The Ninja Mission från 1984 där handlingen utspelar sig i Sovjetunionen under kalla kriget. Trots inledande usla recensioner i Sverige påstås den ha spelat in 250 miljoner kronor över hela världen, men det är oklart var pengarna tog vägen. I filmen The Mad Bunch från 1989 spelas en av huvudrollerna av David Carradine och Mats Helge Olsson regisserade här tillsammans med Arne Mattsson.

## Filmografi

### Regi i urval
- 1975 – I död mans spår
- 1977 – The Frozen Star
- 1979 – Heja Sverige!
- 1980 – Tvingad att leva
- 1984 – The Ninja Mission
- 1985 – Bloodtracks
- 1989 – The Mad Bunch (tillsammans med Arne Mattsson)
- 1989 – Standing in My Rain (musikvideo)
- 1990 – The Forgotten Wells (även manusförfattare och producent)
- 1990 – Russian Terminator
- 1992 – Nordexpressen

### Manus
- 1975 – I död mans spår
- 1988 – Animal Protector (även regi)
- 1988 – Fatal Secret (även producent)
- 1989 – The Mad Bunch (även regi och producent)

### Producent
- 1975 – I död mans spår
- 1977 – The Frozen Star
- 1979 – Heja Sverige!
- 1980 – Tvingad att leva
- 1980 – Sverige åt svenskarna
- 1980 – Attentatet
- 1992 – Nordexpressen
- 2001 – Kevin of the North